# Lubuń
Lubuń (deutsch Labuhn, Kreis Stolp; kaschubisch Lëbùń) ist ein Dorf in der polnischen Woiwodschaft Pommern. Es gehört zur Stadt-und-Land-Gemeinde Kobylnica (Kublitz) im Powiat Słupski (Stolper Kreis).

## Geographische Lage
Das Dorf liegt in Hinterpommern, 15 Kilometer südlich der Kreisstadt Stolp, am östlichen Ufer der Stolpe im Norden des Landschaftsschutzparks Stolpetal (Park Krajobrazowy Dolnia Słupi).

## Geschichte
Frühere Namensformen sind: Lubun (1281), Lebun (1313), Labbune (1474) und Labuhn (bis 1945). (Die deutsche Ortsbezeichnung Labuhn kam in Hinterpommern dreimal vor.) Der Siedlungsform nach ist Labuhn ein kleines Gassendorf. Es war eines der ältesten Dörfer im Landkreis Stolp. 1281 erfolgte eine urkundliche Nennung, als Herzog Mestwin II. dem Kloster Belbuck zur Ausstattung des Prämonstratenser-Nonnenklosters in Stolp den Zehnten von Labuhn überließ.
Die Swenzonensöhne Peter, Johann und Lorenz verkauften 1313 die beiden Dörfer Labuhn und Krampe (heute polnisch: Krępa Słupska) an den Deutschen Orden, dem sie 150 Jahre lang gehörten. 1496 entschieden zwei Schiedsrichter im Schloss zu Rügenwalde (Darłowo) im Streit zwischen Herzog Bogislaw X. und Lorenz sowie Jürgen von Puttkamer zu Lossin (Łosino) um die beiden Dörfer. Labuhn kam an den Herzog, die Puttkamers wurden dafür von ihm mit dem Dorf Krampe belehnt. In preußischer Zeit war Labuhn eines von 18 königlichen Dörfern, die dem Amt Stolp unterstanden.
Im Jahre 1784 hatte Labuhn ein Vorwerk, zwölf Bauern, einen Halbbauern, drei Kossäten, vier Büdner, ein Schulhaus und einen Hirtenkaten bei insgesamt 22 Feuerstellen.
Im Jahre 1910 zählte Labuhn 301 Einwohner. Im Jahr 1925 standen in Labuhn 54 Wohngebäude. Die Einwohnerzahl stieg bis 1933 auf 504 und bis 1939 noch einmal auf 530. Bis 1945 gehörte Labuhn mit seinen fünf Ortschaften
- Kiebitzkaten (Kiszyce)
- Labuhn
- Labuhner Grenzhof
- Bahnhof Labuhn
- Bahnhof Labuhnerbrück (Lubuniec)

zum Landkreis Stolp im Regierungsbezirk Köslin der preußischen Provinz Pommern. Die Gemeindefläche war 1.543 Hektar groß. Die letzten Besitzer des Gutes waren Carl Lorenz und Karl Ludwig Zielke. 1938 gehörten zum Gut 310 Hektar Betriebsfläche, davon 140 Hektar Ackerland.
Am 7. März 1945 ging die Bevölkerung von Labuhn auf die Flucht vor den herannahenden Russen. Der Dorftrecke zog über Hohen Scharsow (Skarszów Górny) und Lupow (Łupawa) bis nach Schöneichen (Dąbrówno). Die Russen schickten die Labuhner wieder in ihr Dorf zurück, das nach einiger Zeit von Polen eingenommen wurde, die die Bewohner vertrieben. Labuhn wurde  umbenannt in Lubuń.
Später wurden in der Bundesrepublik Deutschland 239 und in der DDR 121 Dorfbewohner aus Labuhn ermittelt.
Das Dorf ist heute eine Ortschaft der Gmina Kobylnica im Powiat Słupski in der Woiwodschaft Pommern (1975–1998 Woiwodschaft Stolp). Hier leben heute 217 Einwohner.

## Kirche
Bis 1945 war die Bevölkerung von Labuhn fast ausnahmslos evangelisch. Vor 1866 gehörte das Dorf zur St.-Petri-Kirche in der Stolper Altstadt, danach kam es zum Kirchspiel Quackenburg  im Kirchenkreis Stolp-Stadt im Ostsprengel der Kirchenprovinz Pommern der Kirche der Altpreußischen Union. Der Pfarrsprengel, der 1940 insgesamt 3122 Gemeindeglieder zählte, wurde zuletzt von Pfarrer Max Lechner betreut.

### Polnisches Kirchspiel seit 1945
Die seit 1945 und Vertreibung der einheimischen Dorfbewohner anwesende polnische Einwohnerschaft ist überwiegend katholisch. Das Dorf hat jetzt eine eigene Kirche, die Filialkirche der Pfarrei Kwakowo ist und zum Dekanat Słupsk Zachód (Stolp-West) im Bistum Köslin-Kolberg in der Katholischen Kirche in Polen gehört. Hier lebende evangelische Kirchenglieder sind in die Kreuzkirchengemeinde in Słupsk (Stolp) in der Diözese Pommern-Großpolen der Evangelisch-Augsburgischen Kirche in Polen eingepfarrt.

## Schule
In Labuhn gab es 1932 eine dreistufige Volksschule mit drei Klassen und zwei Lehrern, die 102 Schulkinder unterrichteten. Am 20. August 1939 wurde ein neues Schulgebäude mit zwei Wohnungen und Wirtschaftsgebäude eingeweiht.

## Verkehr
Vom Dorf führt eine zwei Kilometer lange Stichstraße nach Kwakowo (Quackenburg) an der polnischen Landesstraße 21 (ehemalige deutsche Reichsstraße 125), die Słupsk mit Miastko (Rummelsburg) verbindet.
Die nächste Bahnstation ist Kobylnica an der Bahnstrecke Piła–Ustka (Schneidemühl–Stolpmünde). Zwischen 1894 und 1945 war das damalige Labuhn (wie auch die eingemeindete Ortschaft Labuhnerbrück, heute polnisch: Lubuniec) Haltepunkt der Stolpetalbahn von Stolp nach Budow (Budowo).